# Hemerobius nigrostigma
Hemerobius nigrostigma är en insektsart som beskrevs av Monserrat 1990. Hemerobius nigrostigma ingår i släktet Hemerobius och familjen florsländor. Inga underarter finns listade i Catalogue of Life.